# Alfred Sisley
Alfred Sisley (Pariz, 30. listopada 1839. – Moret-sur-Loing, 29. siječnja 1899.) bio je britanski impresionistički slikar pejzaža koji je živio i slikao u Francuskoj.

## Život i djelo
Sisley je rođen u Parizu od engleskih roditelja, Williama Sisleya i Felicije Sell. Sisleyevi studentski radovi su nažalost svi izgubljeni, a za njegov trenutno najraniji rad, Lane near a Small Town vjeruje se da je naslikan oko 1864. god. Ranih 1860-ih studira slikarstvo u ateljeu Charlesa Gleyrea, gdje se upoznaje sa slikarima kao što su Frederic Basille, Claude Monet i Auguste Renoir. Zajedno su slikali pejzaže na otvorenom kako bi što bolje realizirali pad sunčeve svjetlosti na ostale objekte u prirodi. Zahvaljujući ovom pristupu sa življim tonovima i jačim bojama, koja je tada bila inovativna, Sisleyova platna su pružala nešto što je tadašnja publika prvi put vidjela. Za razliku od njegovih impresionističkih kolega kojima je loše išlo, Sisleyu je otac pomagao i slao mu novac kad god bi mu zatrebalo.
U kasnijim 1860-im započinje romantičnu vezu s Eugénie Lesouezec, s kojom će imati dvoje djece. Ta veza će potrajati 30 godina sve do njene smrti, tri mjeseca prije Sisleyeve smrti 1899. godine. Sisley se nalazio u Londonu s Claudeom Monetom 1871. godine, kad je otkrio slike Williama Turnera i Johna Constablea. Ovo otkriće vrlo je utjecalo na njega kao impresionističkog slikara, pa se na sljedećim slikama može videti utjecaj spomenutih engleskih slikara. Među impresionistima Sisley je bio u sjeni Moneta, čiji su radovi bili mnogo traženiji, unatoč tomu što je Sisley bio manje eksperimentalni slikar od samog Moneta. Do kraja života živio je u siromaštvu i preminuo je u Moret-sur-Loing u dobi od 59 godina.

## Galerija
- Most kod Villeneuve-la-Garenne, 1882., ulje na platnu, New York.
- Poplava kod Port Marleya, 1876., ulje na platnu, 60 × 80 cm, Rouen.
- Pejzaž u proljeće, 1886., ulje na platnu, 54 × 73 cm, Tate galerija, London.
- Crkva u Moret-sur-Loingu, 1893., ulje na platnu, 65 × 81 cm, Rouen.

## Vanjske poveznice
- Alfred Sisley.org  Arhivirana inačica izvorne stranice od 27. ožujka 2012. (Wayback Machine)
- Sisleyjeve slike  Arhivirana inačica izvorne stranice od 22. listopada 2012. (Wayback Machine)